# Ordacsehi, Somogy
Ordacsehi  este un sat în districtul Fonyód, județul Somogy, Ungaria, având o populație de 823 de locuitori (2011). 

## Demografie
Componența etnică a satului Ordacsehi
     Maghiari (88,64%)
     Germani (6,84%)
     Romi (1,71%)
     Necunoscut (2,08%)
     Români (0,73%)
     Alții (2,08%)
Componența confesională a satului Ordacsehi
     Romano-catolici (63,91%)
     Fără religie (7,65%)
     Reformați (6,68%)
     Luterani (1,94%)
     Necunoscută (18,96%)
     Atei (0,85%)
     Alte religii (1,22%)
Conform recensământului din 2011, satul Ordacsehi avea 823 de locuitori. Din punct de vedere etnic, majoritatea locuitorilor (88,64%) erau maghiari, existând și minorități de germani (6,84%) și romi (1,71%). Apartenența etnică nu este cunoscută în cazul a 2,08% din locuitori.  Din punct de vedere confesional, majoritatea locuitorilor (63,91%) erau romano-catolici, existând și minorități de persoane fără religie (7,65%), reformați (6,68%) și luterani (1,94%). Pentru 18,96% din locuitori nu este cunoscută apartenența confesională.